# بيبا غولشميدت
بيبا غولشميدت (بالإنجليزية: Pippa Goldschmidt)‏ هي عالمة فلك ومؤلفة بريطانية، ولدت في 1985 في لندن في المملكة المتحدة.

## وصلات خارجية
- الموقع الرسمي